# Комісарський Сад
Комісарський Сад (біл. вёска Камісарскі Сад) — село в складі Червенського району Мінської області, Білорусь. Село підпорядковане Колодезькій сільській раді, розташоване в центральній частині області.